# Västra Bjäre landskommun
Västra Bjäre landskommun var en tidigare kommun i dåvarande Kristianstads län. 

## Administrativ historik
Kommunen bildades i Bjäre härad vid den så kallade storkommunreformen 1952 av de tidigare kommunerna Hov, Torekov och Västra Karup. I samband med bildandet upplöstes Torekovs municipalsamhälle. Kommunen ägde bestånd fram till årsskiftet 1970-1971, då den lades samman med Båstads kommun.
Kommunkoden var 1145.

### Kyrklig tillhörighet
I kyrkligt hänseende tillhörde kommunen församlingarna Hov, Torekov och Västra Karup.

## Geografi
Västra Bjäre landskommun omfattade den 1 januari 1952 en areal av 89,02 km², varav 88,94 km² land.

### Tätorter i kommunen 1960
| Tätort          | Folkmängd |
| --------------- | --------- |
| Västra Karup    | 556       |
| Torekov         | 531       |
| Båstad, del ava | 28        |

Tätortsgraden i kommunen var den 1 november 1960 29,5 procent.

## Politik

### Mandatfördelning i valen 1950-1966
| 9 | 17 | 4 | 5 |

| 34 |

| 7 | 16 | 4 | 8 |

| 31 |

| 6 | 17 | 2 | 10 |

| 32 |

| 7 | 17 | 3 | 8 |

| 32 |

| 7 | 16 | 3 | 9 |

| 29 | 6 |